# Lechea tripetala
Lechea tripetala là một loài thực vật có hoa trong họ Nham mân khôi. Loài này được (Moc. & Sessé ex Dunal) Britton mô tả khoa học đầu tiên năm 1894.